# Apollo Kids (album)
Apollo Kids – dziewiąty album studyjny amerykańskiego rapera Ghostface Killah członka Wu-Tang Clan wydany 21 grudnia 2010 roku nakładem wytwórni Def Jam Recordings. Album został wyprodukowany między innymi przez Franka Dukesa, Shrooma, duet Sean C & LV, Yakuba, Scram Jonesa oraz Pete Rocka, a gościnnie pojawili się członkowie Wu-Tang Clanu (GZA, Raekwon, U-God, Method Man), a także Cappadonna, Killah Priest, Jim Jones oraz Busta Rhymes.
Wydawnictwo zadebiutowało na 120. pozycji notowania Billboard 200, 28. miejscu listy Top R&B/Hip-Hop Albums i 10. miejscu notowania Top Rap Albums. W pierwszym tygodniu płyta sprzedała się w ilości 13 000 kopii.

## Lista utworów
| #  | Tytuł                                                      | Producent     | Sample | Czas |
| -- | ---------------------------------------------------------- | ------------- | --- | ---- |
| 1  | "Purified Thoughts" (gośc. Killah Priest, GZA)             | Frank Dukes   | - "Am I a Good Man" w wykonaniu Them Two | 3:31 |
| 2  | "Superstar" (gośc. Busta Rhymes)                           | Shroom        | - "He’s a Superstar" w wykonaniu Roya Ayersa | 3:08 |
| 3  | "Black Tequila" (gośc. Cappadonna, Trife Diesel)           | Frank Dukes   | - "Karye Pyar" w wykonaniu Tafo Brothers - "Ghet-to Funk" w wykonaniu Duralcha | 3:43 |
| 4  | "Drama" (gośc. Joell Ortiz, Game)                          | Sean C & LV   | - "Is There Any Love" w wykonaniu Trevora Dandy’ego | 4:28 |
| 5  | "2getha Baby"                                              | Yakub         | - "Together" w wykonaniu The Intruders - "Blueberry Hill" w wykonaniu Sammy’ego Kaye’a i Tommy’ego Ryana | 3:01 |
| 6  | "Starkology"                                               | Scram Jones   | - "Theme from Star Wars" w wykonaniu Davida Matthewsa - "Shout" w wykonaniu Tears for Fears | 2:25 |
| 7  | "In tha Park" (gośc. Black Thought)                        | Frank Dukes   | - "I’m Alive" w wykonaniu Johnnyego Thundera - "The Bridge" w wykonaniu MC Shana - "Gangsta Gangsta" w wykonaniu N.W.A | 3:47 |
| 8  | "How You Like Me Baby"                                     | Pete Rock     | - "Different Strokes" w wykonaniu Syl Johnsona | 3:14 |
| 9  | "Handcuffin' Them Hoes" (gośc. Jim Jones)                  | Chino Maurice | | 2:30 |
| 10 | "Street Bullies" (gośc. Shawn Wiggs, Sheek Louch, Sun God) | Big Mizza     | - "(If Loving You Is Wrong) I Don’t Want to Be Right" w wykonaniu Millie Jackson - "My Melody" w wykonaniu Eric B. & Rakim - "The Bridge Is Over" w wykonaniu Boogie Down Productions - "Can I Kick It?" w wykonaniu A Tribe Called Quest | 3:17 |
| 11 | "Ghetto" (gośc. Raekwon, Cappadonna, U-God)                | Anthony Acid  | - "Woman of the Ghetto" w wykonaniu Marleny Shaw | 4:09 |
| 12 | "Troublemakers" (gośc. Raekwon, Redman, Method Man)        | Jake One      | - "Searching for Soul" w wykonaniu Jake Wade and The Soul Searchers | 3:40 |

## Notowania
| Notowanie  | Pozycja |
| ---------- | ------- |
| USA 200    | 120     |
| Top R&B    | 28      |
| Rap Albums | 10      |